# Quelle chance/September
Singles de Christophe Willem
Jacques a dit
(2007) Berlin
(2009)
Pistes de Inventaire
Jacques a dit
(1) Élu produit de l'année
(3)
Quelle chance/September est un "double single" du chanteur français Christophe Willem sorti au printemps 2008. Comme cette deuxième chanson a été enregistré pour le film Disco, le single est aussi connu comme Extraits de la BO Disco.

## Autour du single
La première chanson, Quelle chance, est le quatrième extrait de l'album Inventaire du chanteur. Elle a été écrite par Zazie et composée par Olivier Schultheis et Jean-Pierre Pilot. Il s'agit d'une version remixée par Franck "Mondini" Rougier de la version album.
La deuxième est une reprise  de September de 1978 du groupe américaine Earth, Wind and Fire et que Christophe Willem a enregistré pour la bande originale du film Disco. Elle figure en deux versions sur le disque, en version "album" et en version remixée pour les stations radios par les DJ et producteurs français Antoine Clamaran et Eric Kaufmann.
Le disque contient également une deuxième reprise enregistrée pour le film, le titre Heartbreaker, écrit en 1982 par les Bee Gees pour Dionne Warwick.
C'est également Franck Rougier qui été le producteur de September et Heartbreaker.

## Performance dans les hit-parades
En France, le single est entré à la neuvième place du Top 50 dans la semaine du 12 avril 2008 avant de progressivement perdre des places et de quitter le classement des 100 singles les mieux vendus en août. La chanson est retournée en juillet 2009 pour une semaine seulement, atteignant la 89e place. Le disque occupait également la 98e place des singles les plus vendus en France en 2008.
En Belgique francophone, la chanson entre à la 36e place durant la semaine du 9 avril 2008, avant d'atteindre la 24e place de l'Ultratop 40 dans sa quatrième semaine et de quitter le classement une semaine plus tard.
Le disque ne s'est pas classé en Suisse.

## Liste des pistes
1. Quelle Chance ("6 Mondini" remix) 3:19
2. September (radio edit mix by Antoine Clamaran and Eric Kaufmann) 3:10
3. September (album version) 3:56
4. Heartbreaker (album version) 3:53

## Classement, succession et certification
| Classement (2008)                  | Meilleure position |
| ---------------------------------- | ------------------ |
| Belgique francophone (Ultratop 40) | 24                 |
| France (Top 50)                    | 9                  |

| Classement (2008) | Position |
| ----------------- | -------- |
| France (Top 50)   | 98       |